# О’Брайенсбридж-Монтпелир
О’Брайенсбридж-Монтпелир (англ. O'Briensbridge-Montpelier; ирл. Droichead Uí Bhriain-Montpelier) — деревня в Ирландии, находится на границах графств Клэр (провинция Манстер) и Лимерик, на западном берегу реки Шаннон.
В деревне есть футбольный клуб Bridge Celtic A.F.C, созданный в 1963 году и выступающий в футбольной лиге графства Клэр.

## История

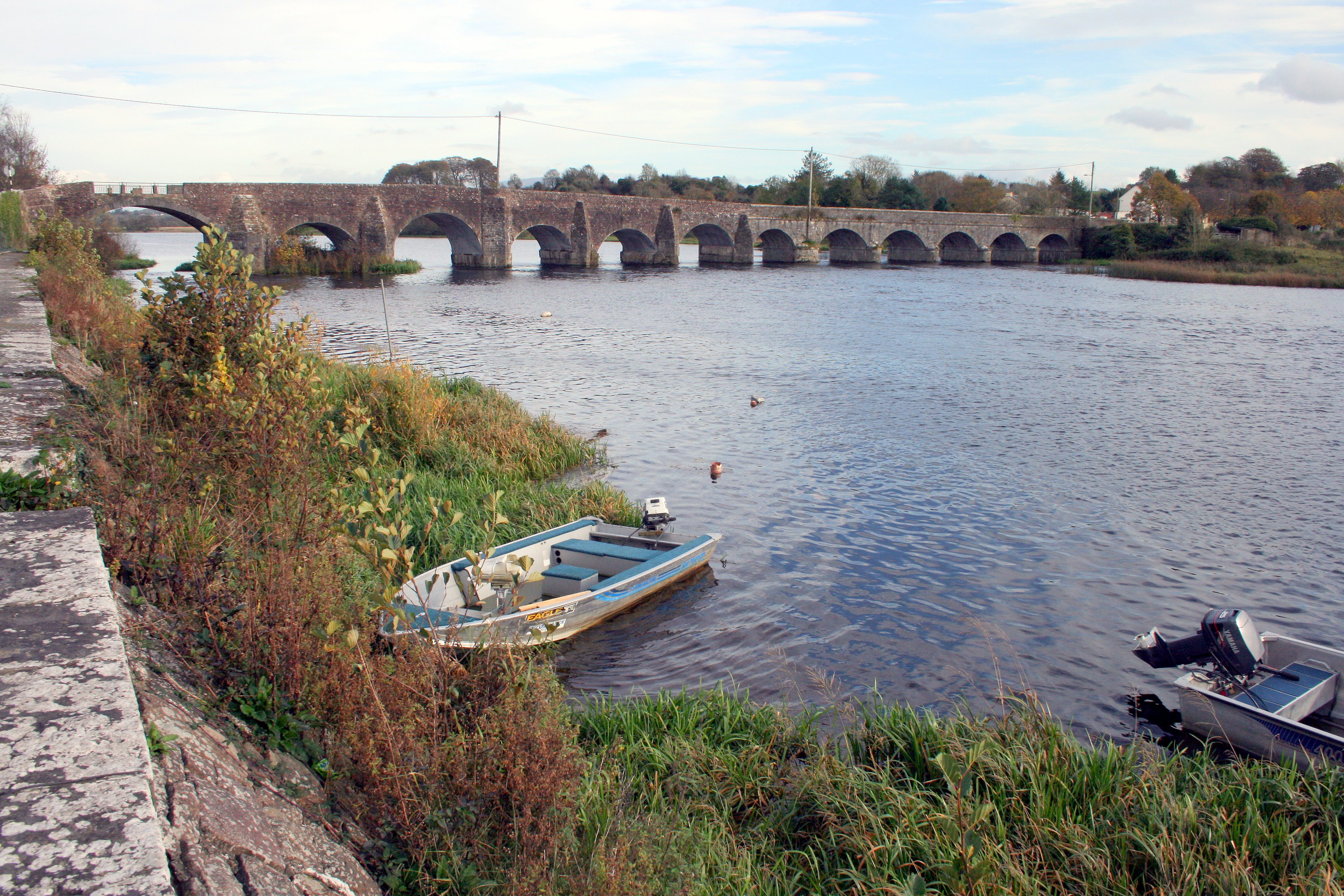
Мост через реку

Здесь был построен первый мост через реку в 1506 году Тойрделбахом Уа Бриайном, первым графом Томонд, и его братом, епископом Киллало.
Этот мост был реконструирован ок. 1750 года. Пять арок с западной стороны моста датированы этим временем. Шесть арок с восточной сторны были заменены в 1842 году. Первая восточная арка заменена в 1925–29 годах.

## Демография
Население — 378 человек (по переписи 2006 года). В 2002 году население составляло 375 человек.
Данные переписи 2006 года:
| Общие демографические показатели |               |                               |                               |      |      |
| Всё население                    | Всё население | Изменения населения 2002—2006 | Изменения населения 2002—2006 | 2006 | 2006 |
| 2002                             | 2006          | чел.                          | %                             | муж. | жен. |
| 375                              | 378           | 3                             | 0,8                           | 194  | 184  |